# Rachel Johnson
Rachel Sabiha Johnson (ur. 3 września 1965 w Londynie) – brytyjska dziennikarka i pisarka.

## Życiorys
Córka polityka Stanleya Johnsona (wnuka Alego Kemala) i artystki Charlotte Wahl. Siostra polityków Borisa i Jo. Kształciła się w Szkole Europejskiej w Brukseli. Ukończyła następnie studia w New College w Oksfordzie, w trakcie których współtworzyła czasopismo „The Isis Magazine”.
Karierę dziennikarską zaczęła w redakcji „Financial Times”. Później podejmowała współpracę m.in. z takimi tytułami jak „The Daily Telegraph”, „Evening Standard”, „The Sunday Times”, „Hello!” i „The Big Issue”. W 2009 objęła funkcję redaktor naczelnej magazynu „The Lady”. Została regularną komentatorką programu publicystycznego The Pledge w Sky News. W 2018 wzięła udział w jednej z edycji programu Celebrity Big Brother.
Autorka powieści i dzienników. Napisała m.in. trylogię obejmującą Notting hell, Shire Hell i Fresh hell. Wydała także powieść Winter games oraz książki The mummy diaries: or how to lose your husband, children and dog in twelve months i A diary of the lady: my first year as editor. W 2008 za Shire Hell otrzymała antynagrodę Bad Sex in Fiction Award.
Zaangażowała się także w działalność polityczną. Była członkinią (podobnie jak inni członkowie rodziny) Partii Konserwatywnej, z której odeszła w 2011. W 2017 dołączyła do Liberalnych Demokratów, krytykując publicznie torysów za ich podejście popierające brexit. W 2019 związała się z nową polityczną inicjatywą pod nazwą Change UK.